# Estação Vinhedo
A Estação de Vinhedo é a antiga estação ferroviária do município de Vinhedo, localizado no interior do estado de São Paulo.
Faz parte da Linha Tronco da Companhia Paulista de Estradas de Ferro.

## História
A estação foi inaugurada em 31 de março de 1872, com o nome Cachoeira, sendo a segunda parada na viagem inaugural da Companhia Paulista de Estradas de Ferro (CP), realizada no trecho Jundiaí-Campinas da empresa. Inicialmente, o local era praticamente inabitado, sendo povoado aos poucos com o passar das décadas.
Mudou de nome diversas vezes, sendo inaugurada em 1872 como Cachoeira, tornando-se Rocinha poucos anos depois. Deveria passar a chamar-se Martinho Prado em 1891, mas este nome acabou sendo adotado em outra estação da linha, esta que atualmente chama-se Pradópolis, dando nome ao município onde se localiza.
A edificação original foi demolida no início do século XX, quando da inauguração do prédio atual, o qual sofreu reforma nos anos 1930. Em 1948, recebeu o nome atual, após a criação do município de Vinhedo.
Não se sabe ao certo quando foi desativada, provavelmente no final dos anos 80; em 2012, foi tombada pelo patrimônio histórico estadual, e a partir de seus anos finais como estação já recebeu outros usos, sendo delegacia de polícia, sede dos escoteiros da cidade e residência, até finalmente ser restaurada pela prefeitura em 2020.

## Projetos futuros
A estação, junto com o trecho ferroviário Jundiaí-Campinas, faz parte do projeto "Trem Intercidades" do governo estadual, sendo uma parada planejada do chamado Trem Intermetropolitano (Jundiaí-Campinas, com paradas intermediárias). O trecho deve ser reeletrificado e sua duplicação, restaurada, a fim de receber novamente composições de passageiros.
As estações de Vinhedo e Valinhos devem ser reconstruídas, enquanto as de Jundiaí, Campinas e Louveira, apenas restauradas.
Planeja-se concretizar esse projeto junto de uma concessão da atual Linha 7–Rubi do Trem Metropolitano de São Paulo, feita em 2024.